# Sussaba ruida
Sussaba ruida är en stekelart som beskrevs av Dasch 1964. Sussaba ruida ingår i släktet Sussaba och familjen brokparasitsteklar. Inga underarter finns listade i Catalogue of Life.